# Méditerranée (revue)
Pour les articles homonymes, voir Méditerranée (homonymie).
Méditerranée est une revue scientifique de géographie.
La revue s'intéresse particulièrement aux problématiques et aux approches géographiques sur les grandes questions des sociétés humaines et de leur milieu. Elle est dédiée à l'ensemble des pays circum-méditerranéens. Elle est également une revue régionale qui publie régulièrement des mises au point sur la région Provence-Alpes-Côte d'Azur. Ouverte aux contributions internationales, elle rassemble des articles en français et en anglais.
Méditerranée est une revue dont les articles de plus de deux ans sont en accès libre sur le portail OpenEdition Journals.